# Frank Beyer
Frank Beyer, född 26 maj 1932 i Nobitz, Thüringen, Tyskland, död 1 oktober 2006 i Berlin, var en tysk filmregissör.

## Filmer (urval)
- Nackt unter Wölfen, 1963
- Karbid und Sauerampfer, 1963
- Spur der Steine, 1966
- 1973 – Bockshorn
- 1974 – Jakob der Lügner